# BC Lietuvos Rytas
BC Lietuvos Rytas är en litauisk basketklubb som grundades i Vilnius år 1964 under namnet Statyba. Klubbens döptes om 1997 och fick sitt nuvarande namn. Rytas är en av toppklubbarna som spelar i Litauiska Basketligan (LKL). Sina Euroleague- och ULEB Cup-hemmamatcher spelar Rytas i Siemens Arena med plats för 11 000.

## Historia
Basketklubben Statyba bildades 1964 i Sovjetunionen. Klubbens största framgång på den tiden var en bronsmedalj från Sovjetiska mästerskapen, 1979. Laget döptes om 1997 till Lietuvos Rytas Statyba, senare bara Letuvos Rytas efter att laget köptes av litauiska tidningen Lietuvos Rytas. Företagets investeringar hjälpte klubben att etablera sig som en av de två bästa i landet. Den andra heter BC Žalgiris från Litauens andra största stad Kaunas. Endast dessa två har varit litauiska mästare efter Litauens självständighet. När dessa båda möter med varandra, lockas oftast väldigt stor publik. Man kallar ofta deras matcher för nationalderby. Lietuvos Rytas har vunnit LKL tre gånger.

### Internationella tävlingar
2005 vann laget ULEB Cup vilket gav dem en given plats i Euroleague, Europas primärmästerskap. Lagets coach blev kroaten Neven Spahija år 2005. Deras första Euroleague-säsong började de väl och slog klubbar som FCB Winterthur, Maccabi och Efes Pilsen. I Euroleague-säsongen 2007-2008 fick Rytas prestationsrekord 11-3 med elva vinster och tre förluster, vilket var också bästa resultatet från ett litauisk klubb.

## Kända spelare
I Statyba
- Dainius Adomaitis
- Artūras Karnišovas
- Jonas Kazlauskas
- Šarūnas Marčiulionis

I Lietuvos Rytas
- Tomas Delininkaitis 2003-2007
- Gintaras Einikis 2004–2005
- Andrius Giedraitis 1998–2001
- Frederick House 2004-2006
- Rimantas Kaukėnas 2001–2002
- Simas Jasaitis 2001–2006
- Šarūnas Jasikevičius 1998–1999
- Robertas Javtokas 1999–2006
- Rimas Kurtinaitis 1998–1999
- Arvydas Macijauskas 1999–2003
- Tyrone Nesby 2004-2005
- Hollis Price 2007-2008
- Kareem Rush 2006-2007
- Dickey Simpkins 2003-2004
- Ramūnas Šiškauskas 1998-2004
- Roberts Stelmahers 2005-2008